# Sinularia minima
Sinularia minima is een zachte koraalsoort uit de familie Alcyoniidae. De koraalsoort komt uit het geslacht Sinularia. Sinularia minima werd in 1971 voor het eerst wetenschappelijk beschreven door Verseveldt. 